# 샤넌 (가수)
샤넌(본명: 샤넌 아름 윌리엄스리스, 본명 영어: Shannon Arrum Williams-Lees, 1998년 5월 26일 ~ )은 영국. 대한민국의 가수이다.
라디오스타(482회)에 출연해서 대한민국과 영국 이중국적이라고 했다. 영국의 드라마 학교를 다니며 7살 때부터 '레미제라블'의 코제트 역 등으로 뮤지컬 무대에서 공연해오다가 한국으로 들어와 2010년 SBS 《놀라운 대회 스타킹》에 출연하여 뛰어난 가창력으로 주목을 받았다. SBS 스타킹 출연이 계기가 되어 한국 나이로 14살 때부터 한국에 거주하였으며 중학교와 고등학교는 서울에 있는 외국인학교에 재학했다. 2011년에는 MBK 엔터테인먼트와 전속계약을 체결하였다.

## 활동
2012년 티아라 멤버 아름과 가비엔제이 멤버 건지와 함께 부른 〈낮과 밤〉이란 싱글을 발표했다.
2012년 파이브돌스의 새 멤버로 지현과 함께 영입되었다. 그러나 2013년 7월, 월말 복귀를 앞두고 있는 파이브돌스에서 샤넌은 최지현과 함께 탈퇴하고, 조승희, 오연경이 투입되었다. 영입되었던 샤넌은 자신의 롤모델인 보아처럼 되고 싶다는 의견을 제시했고, 소속사는 샤넌의 의견을 받아들여 1~2년 정도 연습을 더한 후 솔로 데뷔를 계획 중이며, 지현은 연습기간을 더 가진 후 다른 팀으로 데뷔할 예정이라고 하였다.
2013년 11월 23일 JTBC 《히든 싱어 2》 아이유 편에 출연, 최종 라운드에 진출하여 김연준과 공동 준우승을 차지하였다.
2014년 1월 18일 JTBC 《히든 싱어 2》 왕중왕전 Part2에 나와 아이유의 '좋은 날'과 비욘세의 '리슨(Listen)'을 열창하였지만 조 5명 중 4위에 그쳐 25일 생방송으로 진행되는 파이널 무대에는 진출하지 못하였다.
2014년 1월 29일 싱글 〈Remember You (Feat. 종국 of SPEED)〉를 발매하였다.
2014년 12월 1일 싱글 〈새벽비〉를 발매하여 정식으로 데뷔하였다.
2015년 3월 6일 〈Eighteen〉으로 컴백하여 활동하였다.
2016년부터 2017년 4월까지 <K팝스타 6 더 라스트 찬스>에 참가하여 세미파이널(TOP4)까지 진출했다.
2017년 6월 27일 〈눈물이 흘러 (Love Don't Hurt)〉를 발매하였다.
2017년 7월 28일 〈Hello〉로 활동하였다.
2019년 1월 28일 샤넌 MBK엔터테인먼트 소속사 전속계약 종료 완료 결과에 탈퇴 되었어요. 샤넌 최근 한국 떠났어, 샤넌 최근 스트리머 언제 그녀 스트림 발로란트.

## 학력
- Sylvia Young Theatre School
- 서울드와이트외국인학교
- 한국외국인학교 (중퇴)
- 서울재즈아카데미 (휴학)

## 음반
싱글
- 2014년 《Remember You》 (With. 종국 of SPEED)
- 2014년 12월 1일 《새벽비》
- 2015년 바스코, 기리보이, 샤넌 《숨》
- 2015년 육지담, 샤넌 《Falling》
- 2017년 《Love Don`t Hurt》
- 2018년 《미워해 널 잘 지내지는 마》

EP
- 2015년 3월 6일 《Eighteen》
- 2017년 7월 28일 《HELLO》

참여곡
- 2012년 양파 - 《My Love》
- 2012년 티아라 아름, 가비엔제이 건지, 샤넌 - 《낮과 밤》
- 2017년 샤넌 - 《[나만 알고 싶은 가수] 이런 밤이면》

OST
- 2015년 《빛나거나 미치거나 OST Part 4》
- 2018년 《두니아 처음 만난 세계 OST Part 3》 - Blue (feat. 딘딘)
- 2019년 《아이템 OST Part 6》

## 출연 작품

### 방송
- SBS 《놀라운 대회 스타킹》
- JTBC 《히든 싱어 2》 - 아이유 편 참여, 김연준과 공동 준우승
- JTBC 《히든 싱어 3》
- MBC 《휴먼다큐 사람이 좋다》
- KBS2 《불후의 명곡 2》 - 작곡가 유승엽 편
- KBS1 《이웃집 찰스》
- MBC 《라디오스타》 - 게스트
- SBS 《K팝스타 6: 더 라스트 찬스》 - TOP4
- MBC 《미스터리 음악쇼 복면가왕》 - 오늘의 여우주연상 사막여우 (참가자)
- SBS 《본격연예 한밤》 - 큐레이터 (리포터)

### 드라마
- 2016년 KBS2 월화드라마 《무림학교》 - 샤넌 역